# Phygadeuon lachesis
Phygadeuon lachesis là một loài tò vò trong họ Ichneumonidae.